# Zyrphelis
Zyrphelis es un género de plantas con flores perteneciente a la familia  Asteraceae. Comprende 15 especies descritas y de estas, solo 9 aceptadas. Es originario de Sudáfrica.

## Taxonomía
El género fue descrito por Alexandre Henri Gabriel de Cassini y publicado en Annales des Sciences Naturelles (Paris) 17: 420. 1829.

## Especies seleccionadas
A continuación se brinda un listado de las especies del género Zyrphelis aceptadas hasta junio de 2012, ordenadas alfabéticamente. Para cada una se indica el nombre binomial seguido del autor, abreviado según las convenciones y usos.
- Zyrphelis burchellii (DC.) Kuntze
- Zyrphelis decumbens (Schltr.) G.L.Nesom
- Zyrphelis ecklonis (DC.) Kuntze
- Zyrphelis foliosa (Harv.) Kuntze
- Zyrphelis lasiocarpa (DC.) Kuntze
- Zyrphelis microcephala (Less.) Nees
- Zyrphelis montana (Schltr.) G.L.Nesom
- Zyrphelis perezioides (Less.) G.L.Nesom
- Zyrphelis taxifolia (L.) Nees